# Filmfare Award du meilleur acteur dans un second rôle

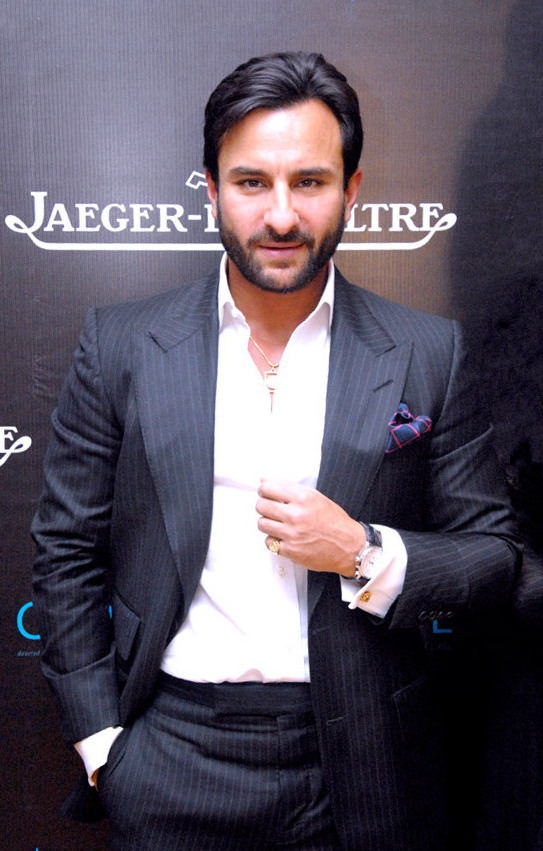
Saif Ali Khan à l'Imperial Hotel, New Delhi.

Le Filmfare Awards du meilleur acteur dans un second rôle (Filmfare Award for Best Supporting Actor) est une récompense remise à l'acteur indien de l'année pour le meilleur second rôle masculin par le magazine Filmfare, lors de la cérémonie annuelle des Filmfare Awards, depuis 1955.
- Le premier lauréat fut David Abraham Cheulkar pour le film Boot Polish.

## Récompenses et nominations multiples

### Récompenses multiples
- 2 Récompenses : Danny Denzongpa, Amjad Khan, Raaj Kumar, Motilal, Nana Palsikar, Jackie Shroff
- 3 Récompenses : Abhishek Bachchan, Amitabh Bachchan, Anil Kapoor, Pran, Amrish Puri

### Nominations multiples
- 2 Nominations : Feroz Khan
- 3 Nominations : Raaj Kumar, Johnny Walker
- 4 Nominations : Ashok Kumar, Prem Nath, Rehman
- 5 Nominations : Mehmood
- 8 Nominations : Amrish Puri, Naseeruddin Shah
- 9 Nominations : Amitabh Bachchan, Pran

## Liste des lauréats et des nommés
Les lauréats apparaissent en gras.

### Années 1950
- 1955 : David Abraham Cheulkar – Boot Polish dans le rôle de John

- 1956 : Abhi Bhattacharya – Jagriti dans le rôle de Shekhar
  - Johnny Walker – Railway Platform dans le rôle de Johny
  - Ulhas – Kundan dans le rôle de l'inspecteur Sher Singh

- 1957 : Motilal – Devdas dans le rôle de Chunni Babu
  - Johnny Walker – C.I.D. dans le rôle du Maître

- 1958 : Raj Mehra – Sharada dans le rôle de Kashiram
  - Ajit Khan – Naya Daur dans le rôle de Krishna

- 1959 : Johnny Walker – Madhumati dans le rôle de Charandas
  - Rehman – Phir Subah Hogi dans le rôle de Rehman
  - Sohrab Modi – Yahudi dans le rôle de Ezra

### Années 1960
- 1960 : Manmohan Krishna – Dhool Ka Phool dans le rôle de Abdul Rasheed
  - Mehmood – Chhoti Bahen dans le rôle de Mahesh
  - Raaj Kumar – Paigham dans le rôle de Ram Lal

- 1961 : Motilal – Parakh dans le rôle de Sir Jagdish Chandra Roy
  - Rehman – Chaudhvin Ka Chand dans le rôle de Pyare Mohan/Nawab Sahib
  - Agha – Ghunghat dans le rôle d'Agha

- 1962 : Nana Palsikar – Kanoon dans le rôle de Kaalia
  - Mehmood – Sasural dans le rôle de Mahesh
  - Pran – Jis Desh Men Ganga Behti Hai dans le rôle de Raka

- 1963 : Mehmood – Dil Tera Diwana dans le rôle de Anokhe
  - Mehmood – Rakhi dans le rôle de Kasturi
  - Rehman – Sahib Bibi Aur Ghulam dans le rôle de Chhote Sarkar

- 1964 : Raaj Kumar – Dil Ek Mandir dans le rôle de Ram
  - Johnny Walker – Mere Mehboob dans le rôle de Ghayal
  - Mehmood – Ghar Basake Dekho dans le rôle de Mehmood

- 1965 : Nana Palsikar – Shehar Aur Sapna dans le rôle de Johnny
  - Dharmendra – Ayee Milan Ki Bela dans le rôle de Ranjit
  - Rajendra Kumar – Sangam dans le rôle de Gopal Verma

- 1966 : Raaj Kumar – Waqt dans le rôle de Raju
  - Mehmood – Gumnaam dans le rôle du Majordome
  - Raaj Kumar – Kaajal dans le rôle de Moti

- 1967 : Ashok Kumar – Afsana dans le rôle de Gopal Das
  - Pran – Dil Diya Dard Liya dans le rôle de Thakur Ramesh
  - Rehman – Dil Ne Phir Yaad Kiya dans le rôle de Amjad

- 1968 : Pran – Upkar dans le rôle de Malang
  - Ashok Kumar – Mehrban dans le rôle de Shanti Swarup
  - Om Prakash – Dus Lakh dans le rôle de Gokulchand

- 1969 : Sanjeev Kumar – Shikar dans le rôle de l'inspecteur Rai
  - Manoj Kumar – Aadmi dans le rôle de Dr. Shekhar
  - Raaj Kumar – Neel Kamal dans le rôle de Chitrasen

### Années 1970
- 1970 : Pran – Aansoo Ban Gaye Phool dans le rôle de Shambhu Mahadev Rao
  - Ashok Kumar – Aashirwad dans le rôle de Shivnath "Joggi Thakur" Choudhary
  - Balraj Sahni – Ek Phool Do Mali dans le rôle de Kailash Nath Kaushal

- 1971 : Feroz Khan – Aadmi Aur Insaan dans le rôle de Jai Kishan/J.K.
  - Feroz Khan – Safar dans le rôle de Shekhar Kapoor
  - Prem Chopra – Himmat dans le rôle du Boss

- 1972 : Amitabh Bachchan – Anand dans le rôle de Dr. Bhaskar K. Bannerjee
  - Pran – Adhikar dans le rôle de Shikari Banhe Khan Bhopali
  - Shatrughan Sinha – Paras dans le rôle de Thakur Arjun Singh

- 1973 : Pran – Be-Imaan dans le rôle de Ram Singh
  - Prem Nath – Shor dans le rôle de Khan Badshah

- 1974 : Amitabh Bachchan – Namak Haraam dans le rôle de Vikram 'Vicky' Maharaj
  - Ashok Kumar – Victoria No. 203 dans le rôle de Raja
  - Asrani – Abhimaan dans le rôle de Chandru Kriplani
  - Pran – Zanjeer dans le rôle de Sher Khan
  - Prem Nath – Bobby dans le rôle de Jack Braganza

- 1975 : Vinod Khanna – Haath Ki Safai dans le rôle de Shankar Kumar
  - Feroz Khan – International Crook dans le rôle de SP Rajesh
  - Prem Nath – Amir Garib dans le rôle de Daulatram
  - Prem Nath – Roti Kapada Aur Makaan dans le rôle d'Harnam Singh
  - Shatrughan Sinha – Dost dans le rôle de Gopichand "Gopi" Sharma

- 1976 : Shashi Kapoor – Deewaar dans le rôle de Ravi Verma
  - Amjad Khan – Sholay dans le rôle de Gabbar Singh
  - Pran – Do Jhoot
  - Pran – Majboor dans le rôle de Michael D'Souza
  - Utpal Dutt – Amanush dans le rôle de Maheem Ghosal

- 1977 : Prem Chopra – Do Anjaane dans le rôle de Ronjit Malik
  - Ashok Kumar – Chhoti Si Baat dans le rôle de Julius Nagendranath Wilfred Singh
  - Prem Chopra – Mehbooba dans le rôle de Appa
  - Shashi Kapoor – Kabhi Kabhie dans le rôle de Vijay Khanna
  - Vinod Khanna – Hera Pheri dans le rôle de Ajay Pirachand

- 1978 : Shriram Lagoo – Gharaonda dans le rôle de Mr. Modi
  - Shriram Lagoo – Kinara
  - Tariq Khan – Hum Kisise Kum Naheen dans le rôle de Sanjay Kumar
  - Vikram – Aadmi Sadak Ka dans le rôle de Chandramohan "Chander" U. Nath
  - Vinod Mehra – Anurodh dans le rôle de Shrikanth Mathur

- 1979 : Saeed Jaffrey – Shatranj Ke Khilari dans le rôle de Mir Roshan Ali
  - Danny Denzongpa – Devata dans le rôle de l'inspecteur Lawrence
  - Randhir Kapoor – Kasme Vaade dans le rôle de Raju
  - Sanjeev Kumar – Trishul dans le rôle de Raj Kumar Gupta
  - Vinod Khanna – Muqaddar Ka Sikandar dans le rôle de Vishal Anand

### Années 1980
- 1980 : Amjad Khan – Dada dans le rôle de Fazlu
  - Naseeruddin Shah – Junoon dans le rôle de Sarfaraz Khan
  - Shatrughan Sinha – Kaala Patthar dans le rôle de Mangal Singh
  - Utpal Dutt – Gol Maal dans le rôle de Bhavani Shankar
  - Vinod Mehra – Amar Deep dans le rôle de Kishan

- 1981 : Om Puri – Aakrosh dans le rôle de Bhiku Lahanya
  - Amjad Khan – Qurbani dans le rôle de l'Inspecteur Amjad Khan
  - Girish Karnad – Aasha dans le rôle de Deepak
  - Raj Kapoor – Abdullah dans le rôle d'Abdullah
  - Shriram Lagoo – Insaaf Ka Tarazu dans le rôle de Mr. Chandra

- 1982 : Amjad Khan – Yaarana dans le rôle de Bishan
  - Amjad Khan – Love Story dans le rôle d'Havaldar Sher Singh
  - Rakesh Roshan – Dhanwan dans le rôle d'Anil
  - Saeed Jaffrey – Chashme Buddoor dans le rôle de Lalan Mian
  - Suresh Oberoi – Lawaaris dans le rôle de Ram Singh

- 1983 : Shammi Kapoor – Vidhaata dans le rôle de Gurbaksh
  - Girish Karnad – Teri Kasam dans le rôle de Rakesh
  - Sanjeev Kumar – Vidhaata dans le rôle d'Abu Baba
  - Shashi Kapoor – Namak Halaal dans le rôle de Raja
  - Vinod Mehra – Bemisal dans le rôle de Dr. Prashant Chaturvedi

- 1984 : Sadashiv Amrapurkar – Ardh Satya dans le rôle de Rama Shetty
  - Amitabh Bachchan – Andha Kanoon dans le rôle de Jan Nissar Akhtar Khan
  - Naseeruddin Shah – Katha dans le rôle de Rajaram Purshotam Joshi
  - Naseeruddin Shah – Mandi dans le rôle de Tungrus
  - Raj Babbar – Agar Tum Na Hote dans le rôle de Raj Bedi

- 1985 : Anil Kapoor – Mashaal dans le rôle de Raja
  - Danny Denzongpa – Kanoon Kya Karega dans le rôle de Raghuvir Singh
  - Nikhil Bhagat – Hip Hip Hurray dans le rôle de Raghu
  - Shafi Inamdar – Aaj Ki Awaaz dans le rôle de l'Inspecteur Shafi
  - Suresh Oberoi – Ghar Ek Mandir dans le rôle de Rahim

- 1986 : Amrish Puri – Meri Jung dans le rôle de G.D. Thakral
  - Anupam Kher – Janam dans le rôle de Virendra
  - Kamal Haasan – Saagar dans le rôle de Raja
  - Kulbhushan Kharbanda – Ghulami dans le rôle d'Havaldar Gopi Dada
  - Saeed Jaffrey – Ram Teri Ganga Maili dans le rôle de Kunj Bihari
  - Utpal Dutt – Saaheb dans le rôle de Badri Prasad Sharma

- 1987 – Pas d'attribution

- 1988 – Pas d'attribution

- 1989 : Anupam Kher – Vijay dans le rôle de Lala Yodhraj Bhalla
  - Chunky Pandey – Tezaab dans le rôle de Baban
  - Nana Patekar – Andha Yudh dans le rôle de S.P. Suhas Dandekar

### Années 1990
- 1990 : Nana Patekar – Parinda, dans le rôle d'Anna
  - Amrish Puri – Tridev, dans le rôle de Bhairav Singh
  - Mohsin Khan – Batwara, dans le rôle de Thakur Rajendra Singh
  - Pankaj Kapur – Raakh, dans le rôle de l'Inspecteur P.K

- 1991 : Mithun Chakraborty – Agneepath, dans le rôle de Krishnan Iyer M.A.
  - Anupam Kher – Dil, dans le rôle de Hazari Prasad
  - Om Puri – Ghayal, dans le rôle de Joe D'Souza
  - Rami Reddy – Pratibandh, dans le rôle du gangster

- 1992 : Danny Denzongpa – Sanam Bewafa, dans le rôle de Sher Khan
  - Amrish Puri – Phool Aur Kaante, dans le rôle de Nageshwar
  - Anupam Kher – Saudagar, dans le rôle de Mandhari
  - Saeed Jaffrey – Henna, dans le rôle de Khan Baba

- 1993 : Danny Denzongpa – Khuda Gawah dans le rôle de Khuda Baksh
  - Amrish Puri – Muskurahat, dans le rôle de Gopichand Verma
  - Nana Patekar – Raju Ban Gaya Gentleman, dans le rôle de Jai
  - Deven Bhojani - Jo Jeeta Wohi Sikandar, dans le rôle de Ghanshyam/Ghanshu

- 1994 : Sunny Deol – Damini – Lightning, dans le rôle de Govind
  - Amrish Puri – Gardish, dans le rôle de Purshotam Kashinath Sathe
  - Jackie Shroff – Khalnayak, dans le rôle de Ram Kumar Sinha
  - Nana Patekar – Tirangaa, dans le rôle de Shivajirao Wagle
  - Naseeruddin Shah – Sir, dans le rôle d'Amar Verma

- 1995 : Jackie Shroff – 1942: A Love Story, dans le rôle de Shubhankar
  - Anupam Kher – Hum Aapke Hain Koun..!, dans le rôle du Professeur Siddharth Choudhury
  - Mohnish Bahl – Hum Aapke Hain Koun..!, dans le rôle de Rajesh
  - Saif Ali Khan – Main Khiladi Tu Anari, dans le rôle de Deepak Kumar
  - Sunil Shetty – Dilwale, dans le rôle de Vikram

- 1996 : Jackie Shroff – Rangeela, dans le rôle de Raj Kamal
  - Amrish Puri – Dilwale Dulhania Le Jayenge, dans le rôle de Chaudhry Baldev Singh
  - Anil Kapoor – Trimurti, dans le rôle d'Anand Singh/Sikander
  - Naseeruddin Shah – Naajayaz, dans le rôle de Raj Solanki
  - Paresh Rawal – Raja, dans le rôle de Brijnath "Birju"

- 1997 : Amrish Puri – Ghatak: Lethal, dans le rôle de Shambu Nath
  - Anupam Kher – Chaahat, dans le rôle de Shambunath Singh Rathod
  - Om Puri – Maachis, dans le rôle de Sanatan
  - Salman Khan – Jeet, dans le rôle de Rajnath "Raju" Sahay
  - Jackie Shroff – Agni Sakshi, dans le rôle de Suraj Kapoor

- 1998 : Amrish Puri – Virasat, dans le rôle de Raja Thakur
  - Akshaye Khanna – Border, dans le rôle de Dharamvir
  - Akshay Kumar – Dil To Pagal Hai, dans le rôle d'Ajay
  - Om Puri – Gupt: The Hidden Truth, dans le rôle de l'Inspecteur Udham Singh
  - Sunil Shetty – Border, dans le rôle de Bhairav Singh

- 1999 : Salman Khan – Kuch Kuch Hota Hai, dans le rôle d'Aman Mehra
  - Arbaaz Khan – Pyaar Kiya To Darna Kya, dans le rôle de Vishal Thakur
  - Manoj Bajpai – Satya, dans le rôle de Bhiku Mhatre
  - Naseeruddin Shah – China Gate, dans le rôle du Major Sarfaraz Khan
  - Om Puri – Pyaar To Hona Hi Tha, dans le rôle de l'inspecteur Khan

### Années 2000
- 2000 : Anil Kapoor – Taal dans le rôle de Vikrant Kapoor
  - Mohnish Bahl – Hum Saath-Saath Hain: We Stand United dans le rôle de Vivek
  - Mukesh Rishi – Sarfarosh dans le rôle de l'Inspecteur Salim
  - Saif Ali Khan – Kachche Dhaage dans le rôle de Dhananjay "Jai" Pandit
  - Sanjay Narvekar – Vaastav: The Reality dans le rôle de Shorty

- 2001 : Amitabh Bachchan – Mohabbatein dans le rôle de Narayan Shankar
  - Atul Kulkarni – Hey Ram dans le rôle de Shriram Abhyankar
  - Chandrachur Singh – Kya Kehna dans le rôle de Ajay
  - Sayaji Shinde – Kurukshetra dans le rôle de Havaldar Gopinath Surve Patil
  - Sunil Shetty – Refugee dans le rôle de Ranger Mohammad Ashraf

- 2002 : Akshaye Khanna – Dil Chahta Hai dans le rôle de Siddharth "Sid" Sinha
  - Ajay Devgan – Lajja dans le rôle de Bulwa
  - Amitabh Bachchan – La famille indienne dans le rôle de Yashvardhan "Yash" Raichand
  - Hrithik Roshan – La famille indienne dans le rôle de Rohan Y. Raichand
  - Jackie Shroff – Yaadein dans le rôle de Raj Singh Puri

- 2003 : Vivek Oberoi – Company dans le rôle de Chandrakant "Chandu"
  - Amitabh Bachchan – Aankhen dans le rôle de Vijay Singh Rajput
  - Jackie Shroff – Devdas dans le rôle de Chunnilal
  - Mohanlal – Company dans le rôle de Srinivasan
  - Sanjay Dutt – Kaante dans le rôle de Jay "Ajju" Rehan

- 2004 : Saif Ali Khan – Kal Ho Naa Ho dans le rôle de Rohit Patel
  - Abhishek Bachchan – Main Prem Ki Diwani Hoon dans le rôle de Prem Kumar
  - Arshad Warsi – Munna Bhai M.B.B.S. dans le rôle de Circuit
  - Manoj Bajpai – LOC Kargil dans le rôle de Gren. Yogender Singh Yadav
  - Salman Khan – Baghban dans le rôle de Alok Raj

- 2005 : Abhishek Bachchan – Yuva dans le rôle de Lallan Singh
  - Akshay Kumar – Khakee dans le rôle de l'Inspecteur Shekhar Verma
  - Akshay Kumar – Mujhse Shaadi Karogi dans le rôle de Sunny Khurana
  - Amitabh Bachchan – Veer-Zaara dans le rôle de Chaudhary Sumer Singh
  - Zayed Khan – Main Hoon Na dans le rôle de Laxman Prasad Sharma

- 2006 : Abhishek Bachchan – Sarkar dans le rôle de Shankar Nagre
  - Arshad Warsi – Salaam Namaste dans le rôle de Ranjan "Ron" Mathur
  - Amitabh Bachchan – Bunty Aur Babli dans le rôle de DCP Dashrath Singh
  - Naseeruddin Shah – Iqbal dans le rôle de Mohit
  - Sanjay Dutt – Parineeta dans le rôle de Girish Sharma

- 2007 : Abhishek Bachchan – Kabhi Alvida Naa Kehna dans le rôle de Rishi Talwar
  - Amitabh Bachchan – Kabhi Alvida Naa Kehna dans le rôle de Samarjit 'Sam' Talwar
  - John Abraham – Baabul dans le rôle de Rajat Verma
  - Kunal Kapoor – Rang De Basanti dans le rôle d'Aslam
  - Siddharth Narayan – Rang De Basanti dans le rôle de Karan R. Singhania

- 2008 : Irfan Khan – Life in a... Metro dans le rôle de Monty
  - Aamir Khan – Taare Zameen Par dans le rôle de Ram Shankar Nikumbh
  - Anil Kapoor – Welcome (hi) dans le rôle de Sagar "Manju" Pandey
  - Mithun Chakraborty – Guru dans le rôle de Manikdas Gupta
  - Shreyas Talpade – Om Shanti Om dans le rôle de Pappu Master

- 2009 : Arjun Rampal – Rock On!! dans le rôle de Joseph "Joe" Mascarenhas
  - Abhishek Bachchan – Sarkar Raj dans le rôle de Shankar Nagre
  - Prateik Babbar – Jaane Tu... Ya Jaane Na dans le rôle de Amit
  - Sonu Sood – Jodhaa Akbar dans le rôle de Rajkumar Sujamal
  - Tusshar Kapoor – Golmaal Returns dans le rôle de Lucky
  - Vinay Pathak – Rab Ne Bana Di Jodi dans le rôle de Balwinder Khosla

### Années 2010
- 2010 : Neil Nitin Mukesh – New York dans le rôle de Omar
  - Amole Gupte – Kaminey as Sunil Shekhar Bhope
  - Boman Irani – 3 Idiots as Viru Sahastrabudhhe
  - R. Madhavan – 3 Idiots as Farhan Qureshi
  - Rishi Kapoor – Luck by Chance as Romy Rolly
  - Sharman Joshi – 3 Idiots as Raju Rastogi

- 2011 : Ronit Roy – Udaan as Bhairav Singh
  - Arjun Rampal – Raajneeti dans le rôle de Prithviraj Pratap
  - Arshad Warsi – Ishqiya dans le rôle de Razzak Hussain aka Babban
  - Emraan Hashmi – Once Upon a Time in Mumbaai dans le rôle de Shoaib Khan
  - Manoj Bajpai – Raajneeti dans le rôle de Veerendra Pratap
  - Nana Patekar – Raajneeti dans le rôle de Brij Gopal

- 2012 : Farhan Akhtar – Zindagi Na Milegi Dobara dans le rôle de Imraan
  - Abhay Deol – Zindagi Na Milegi Dobara dans le rôle de Kabir
  - Naseeruddin Shah – The Dirty Picture dans le rôle de Suryakanth
  - Pitobash Tripathy – Shor in the City dans le rôle de Mandook
  - Vir Das (en) – Delhi Belly dans le rôle de Arup

- 2013 : Annu Kapoor – Vicky Donor dans le rôle de Dr. Baldev Chaddha
  - Akshay Kumar – OMG – Oh My God! dans le rôle de Krishna
  - Emraan Hashmi – Shanghai dans le rôle de Joginder Parmar
  - Nawazuddin Siddiqui – Talaash: The Answer Lies Within dans le rôle de Taimur
  - Rishi Kapoor – Agneepath dans le rôle de Rauf Lala

- 2014 : Nawazuddin Siddiqui – The Lunchbox dans le rôle de Shaikh
  - Aditya Roy Kapur – Yeh Jawaani Hai Deewani dans le rôle d'Avinash "Avi" Yog
  - Anupam Kher – Special 26 dans le rôle de P.K. Sharma
  - Pankaj Kapur – Matru Ki Bijlee Ka Mandola dans le rôle d'Harphool Singh Mandola
  - Rajkummar Rao – Kai Po Che! dans le rôle de Govind Patel
  - Vivek Oberoi - Krrish 3 dans le rôle de Kaal

- 2015 : Kay Kay Menon - Haider dans le rôle de Khurram Meer
  - Abhishek Bachchan - Happy New Year dans le rôle de Nandu Bhide/Vicky Grover
  - Riteish Deshmukh - Ek Villain dans le rôle de Rakesh Mahadkar
  - Ronit Roy - 2 States dans le rôle de Vikram Malhotra
  - Tahir Raj Bhasin - Mardaani dans le rôle de Karan Rastogi

- 2016 : Anil Kapoor - Dil Dhadakne Do dans le rôle de Kamal Mehra
  - Deepak Dobriyal - Tanu Weds Manu Returns dans le rôle de Pappi Sharma
  - Jimmy Shergill - Tanu Weds Manu Returns dans le rôle de Raja Awasthi
  - Nawazuddin Siddiqui - Badlapur  dans le rôle de Liak Mohammed Tungrekar
  - Sanjay Mishra - Masaan dans le rôle de Vidyadhar Pathak